# Аарон Ешмор
Аарон Річард Ешмор (англ. Aaron Richard Ashmore; нар. 7 жовтня 1979, Ричмонд, Британська Колумбія, Канада) — канадський актор, який найбільш відомий за ролями Джиммі Олсена в серіалі Таємниці Смолвіля, Стіва Джинкса в Сховище 13 та Джонні Джакобі в Кіллджойс. Має брата-близнюка Шона Ешмора, який теж є актором.

## Кар'єра
Кар'єра Аарона на телеекранах почалася ще у дитинстві зі зйомок в рекламі. З 12 років він почав грати дрібні ролі у фільмах і телесеріалах, які здебільшого були відомі в Канаді та США. Першу значну роль Аарон отримав в телефільмі Королева балу де зіграв Марка Холла. Трохи згодом він знімався у короткометражці Безпечний і у телефільмах Сепаратний мир та Ведмедик на ім'я Вінні. Потім у нього були гостьові ролі в телесеріалах Одинадцята година, Західне крило і Зникнення. Пізніше Ешмор зіграв роль Троя Вандеґрафа в серіалі Вероніка Марс від американської телевізійної мережі UPN.
У 2006 році він отримав роль в популярному серіалі Таємниці Смолвіля, де він грав з шостого по восьмий сезон Джиммі Олсена, хлопця Хлої Салліван. Потім Аарон повернувся в останньому сезоні щоб зіграти епізодичну роль — молодшого брата свого персонажа.
Паралельно Таємницям Смолвіля, Ешмор грав ролі у фільмах Пало-Альто, Привілейований, Кам'яний ангел та Різдвяний котедж. Згодом Аарон вирішив зіграти роль з Гейлі Дафф у фільмі жахів Острів страху, зйомки якого відбувалися у Ванкувері. У жовтні 2010 року канадський канал MTV.ca повідомив що Аарон Ешмор разом з акторами Джо Дініколом, Лореном Коллінзом, Ліндою Каш та Джоном Бреґаром отримав роль в комедійному фільмі Підневільні.
Того ж року Ешмор знявся в ролі Маркуса у фільмі жахів Святиня, де зіграв одного з трьох журналістів, які розслідували діяльність польского релігійного культу. Згодом він грав роль Еріка у романтичній комедії Давай зробимо дитину. У 2011 році Ешмор приєднався до 3 сезону серіалу Сховище 13 від каналу SyFy, в якому він зіграв роль агента АТФ Стіва Джинкса, який мав природну здатність розпізнавати правду та брехню.
У 2014 році він зіграв Рея в романтичній комедії Я запав на тебе спільно з Сарою Каннінг. У 2015 році Ешмор отримав другорядну роль у трилері Затемнення. Він також грав роль Ніка Хоупвелла разом з Девіною Келлі у фільмі Балет вбивці. Влітку 2015 року Ешмор почав грати роль Джона Джакобі в серіалі Кіллджойс, де він виконує роботу космічного мисливця за головами. У грудні 2015 року Аарон знявся в ролі Джессі, спільно з Ларисою Олійник у різдвяному фільмі — Бажання на Різдво.

## Особисте життя
Аарон народився за хвилину до свого брата-близнюка Шона (також актора) в Ричмонді, Британська Колумбія. Їхній батько Рік Ешмор був інженером-технологом, а мати Лінда була домогосподаркою. Разом зі своїм братом він ріс і вчився в Бремптоні, Онтаріо. Коли їм було по 10 років, їхня мати відвідувала асоціацію багатодітних матерів, яку Аарон любив називати «Численна радість», і періодично брала з собою синів на тамтешні тренінги. Під час відвідування одного з таких тренінгів, вони були помічені букінг-агентом і в результаті цього Аарон з Шоном почали зніматися в рекламі. Інколи разом, а іноді й окремо. Коли їм було по 12 років, Аарон отримав чергову пропозицію взяти участь у зйомках реклами, але в той день він захворів і його місце зайняв брат. З тих пір кар'єра Шона завжди була на крок попереду. Ближче до закінчення школи їх акторські таланти почали розвиватися більш індивідуально і з цієї причини їм почали пропонувати принципово різні ролі. Через роки Аарон став міцніший, з більш широким обличчям і широкими плечима. Його зріст становить 1 м 83 см, що робить його вище свого брата на 2 см. Цей факт Шон жартівливо коментує: «У всьому винні взуття і волосся». Обидва брати на зап'ястях мають татуювання з літер «GMA», яке означає «Добра людина Ешмор» (Good Man Ashmore). Аналогічне тату мав і їх дідусь.
20 червня 2014 року Аарон одружився із Зої Кейт, а в червні 2016 у них народилася донька.
 Через 3 роки у нього з дружиною народилася ще одна донька.. Зараз Аарон разом зі своєю сім'єю і братом живе в Торонто.
Аарон Ешмор є шанувальником Зоряний шлях: Наступне покоління, Зоряний шлях: Глибокий космос 9 та Цілком таємно.

## Фільмографія

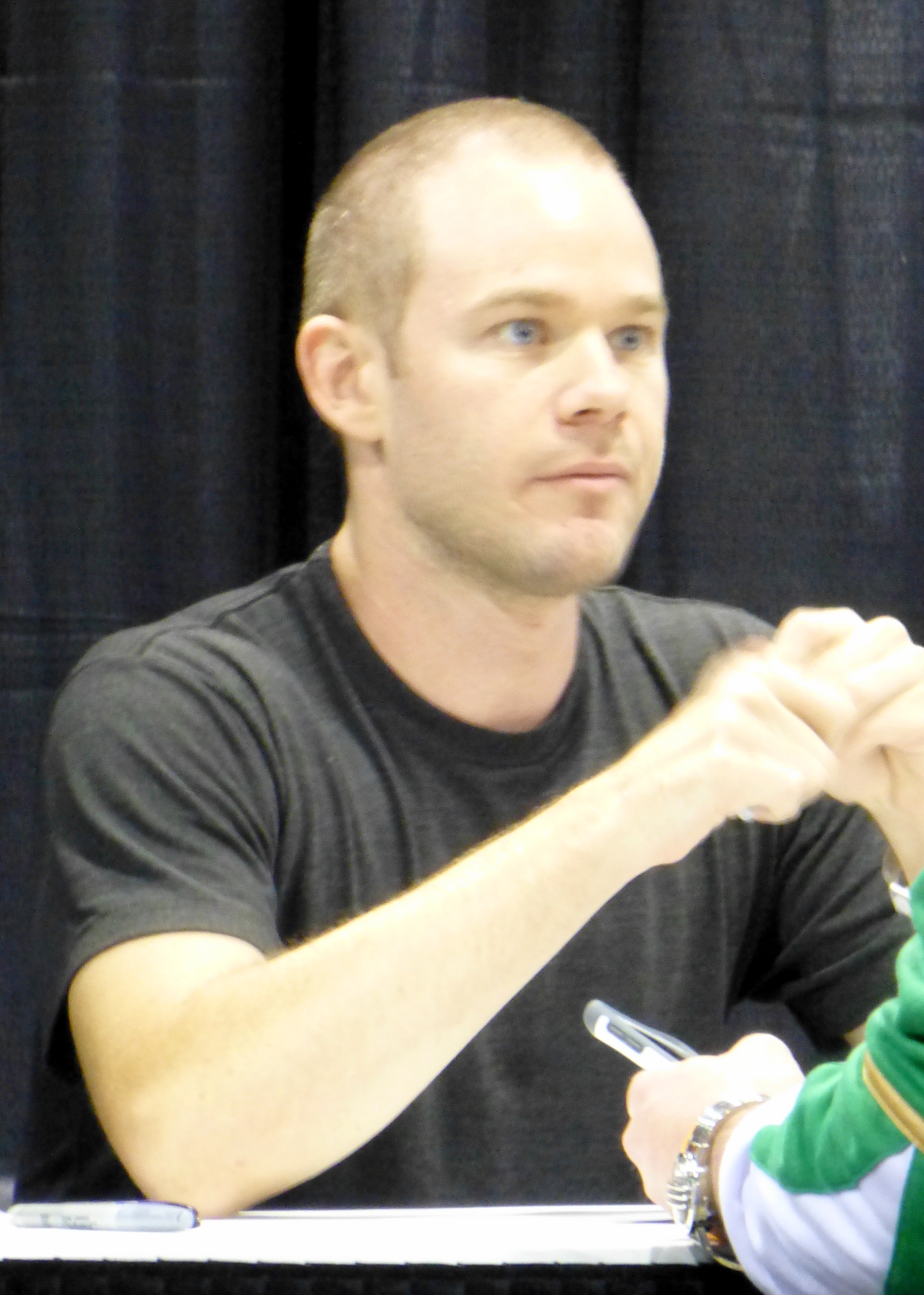
Ешмор у 2013 році

### Фільми
| Рік  | Назва українською    | Назва мовою оригіналу | Роль                  | Примітки        |
| ---- | -------------------- | --------------------- | --------------------- | --------------- |
| 1991 | У горі і в радості   | Married to It         | Учень з конкурсу      |                 |
| 2001 | Безпечність речей    | The Safety of Objects | Боббі Крістіансон     |                 |
| 2001 | Тред Мюррей          | Treed Murray          | Дуейн                 |                 |
| 2002 | Черепа 2             | The Skulls II         | Метт Хатчінсон (Хатч) |                 |
| 2004 | Охоронець мого брата | My Brother's Keeper   | Ерік / Лу Вудс        |                 |
| 2004 | Безпечний            | Safe                  | Боббі                 | Короткометражка |
| 2007 | Пало-Альто           | Palo Alto             | Алек                  |                 |
| 2007 | Кам'яний ангел       | The Stone Angel       | Метт Каррі            |                 |
| 2008 | Різдвяний котедж     | Christmas Cottage     | Пет Кінкаде           |                 |
| 2009 | Паразити             | The Thaw              | Атом Ґален            |                 |
| 2009 | Острів страху        | Fear Island           | Марк                  |                 |
| 2010 | Привілейований       | Privileged            | Блейк Веббер          |                 |
| 2010 | Старий Захід         | Old West              | Даніель               | Короткометражка |
| 2010 | Святиня              | The Shrine            | Маркус                |                 |
| 2011 | Давай зробимо дитину | Conception            | Ерік                  |                 |
| 2011 | Підневільні          | Servitude             | Чейз Ванхавер         |                 |
| 2014 | Впорядковані         | Arranged              | Джек                  | Короткометражка |
| 2014 | Я запав на тебе      | I Put a Hit on You    | Рей                   |                 |
| 2015 | Затемнення           | Regression            | Джордж Несбіт         |                 |
| 2018 | Тягач 22             | 22 Chaser             | Сін                   |                 |
| 2019 | Таммі завжди вмирає  | Tammy's Always Dying  | Реджі Шеймус          |                 |

### Телебачення
| Рік             | Назва українською                                | Назва мовою оригіналу                         | Роль                      | Примітки                                                                                   |
| --------------- | ------------------------------------------------ | --------------------------------------------- | ------------------------- | ------------------------------------------------------------------------------------------ |
| 1993            | Крутий проступ: Життя Брайана Спенсера           | Gross Misconduct: The Life of Brian Spencer   | Молодий Байрон Спенсер    | Телефільм                                                                                  |
| 1993            | Чи боїшся ти темряви?                            | Are You Afraid of the Dark?                   | Біллі                     | Телесеріал, епізод: «Казка про тринадцятий поверх»                                         |
| 1996            | Суворо на південь                                | Due South                                     | Підліток                  | Телесеріал, епізод: «Кровоточива Джульєтта»                                                |
| 1998            | Аніморфи                                         | Animorphs                                     | Двійник Джейка            | Телесеріал, епізод: «Захоплення, частина 2»                                                |
| 1999            | Злочинність в Коннектикуті: Історія Алекса Келлі | Crime in Connecticut: The Story of Alex Kelly | Люк Лоусон                | Телефільм                                                                                  |
| 1999            | Любовні листи                                    | Love Letters                                  | Боб Бертрам               | Телефільм                                                                                  |
| 1999            | Емілі з молодого Місяця                          | Emily of New Moon                             | Гаррісон Боулз            | Телесеріал, епізод: "Падіння з благодаті «Втрата заступництва небес»                       |
| 2000            | Самотній мандрівник                              | Run the Wild Fields                           | Чарлі Філдс               | Телефільм                                                                                  |
| 2000            | Відомий Джетт Джексон                            | The Famous Jett Jackson                       | Роберт                    | Телесеріал, епізод: «Щось для доказу»                                                      |
| 2000            | Чи боїшся ти темряви?                            | Are You Afraid of the Dark?                   | Джейк                     | Телесеріал, епізод: «Казка про місячних саранів»                                           |
| 2000            | Її звали Нікіта                                  | La Femme Nikita                               | Ніл Хадсон                | Телесеріал, епізод: «Час бути героями»                                                     |
| 2000            | Двічі за життя                                   | Twice in a Lifetime                           | Пол Харпер                | Телесеріал, епізод: «Бабусині черевики»                                                    |
| 2001            | Щасливий шарм                                    | Le porte-bonheur                              | Жан Філіпп                | Телефільм                                                                                  |
| 2001            | У темряві                                        | Blackout                                      | Другий син                | Телефільм                                                                                  |
| 2001            | Тиха гавань                                      | Haven                                         | Майлз Біллінґслі-молодший | Телефільм                                                                                  |
| 2001            | Знайомий незнайомець                             | The Familiar Stranger                         | Кріс Уельш                | Телефільм                                                                                  |
| 2001            | Танець дорожче життя                             | Dying to Dance                                | Джейсон                   | Телефільм                                                                                  |
| 2001            | Відділ мокрих справ                              | Blue Murder                                   | Безіменний персонаж       | Телесеріал, епізод: «Бебі поінт»                                                           |
| 2002            | Амулети для легкого життя                        | Charms for the Easy Life                      | Тед                       | Телефільм                                                                                  |
| 2002            | Ув'язнений                                       | Conviction                                    | Віфф                      | Телефільм                                                                                  |
| 2002            | Гість на Різдво                                  | A Christmas Visitor                           | Джон Бояджіян             | Телефільм                                                                                  |
| 2002            | Одинадцята година                                | The Eleventh Hour                             | Тревор Ґордон             | Телесеріал, епізод: «Захисник природи»                                                     |
| 2003            | Секрети Пентагону                                | The Pentagon Papers                           | Ренді Келер               | Телефільм                                                                                  |
| 2004            | Смілива нова дівчина                             | Brave New Girl                                | Тайлер                    | Телефільм                                                                                  |
| 2004            | Королева балу                                    | Prom Queen: The Marc Hall Story               | Марк Холл                 | Телефільм                                                                                  |
| 2004            | Сепаратний мир                                   | A Separate Peace                              | Чад                       | Телефільм                                                                                  |
| 2004            | Ведмедик на ім'я Вінні                           | A Bear Named Winnie                           | Ренді Тейлор              | Телефільм                                                                                  |
| 2004–2006       | Вероніка Марс                                    | Veronica Mars                                 | Трой Вандеґраф            | Телесеріал, 4 епізода. У тому числі «Зґвалтування графа»                                   |
| 2005            | Одинадцята година                                | The Eleventh Hour                             | Таз Томас                 | Телесеріал, епізод: «Чорний чайник»                                                        |
| 2005            | Західне крило                                    | The West Wing                                 | Тревор                    | Телесеріал, епізоди: «365 днів», «Король кукурудзи»                                        |
| 2005–2006       | Зникнення                                        | Missing                                       | Колін МакНейл             | Телесеріал, періодична роль (3 сезон), 12 епізодів                                         |
| 2006–2009, 2011 | Таємниці Смолвіля                                | Smallville                                    | Джиммі Олсен              | Телесеріал, періодична роль (6 сезон); головна роль (7–8 сезони); гостьова роль (10 сезон) |
| 2010            | Місце злочину: Нью-Йорк                          | CSI: NY                                       | Кам Вандеман              | Телесеріал, епізод: «Горщик золота»                                                        |
| 2010            | Міст                                             | The Bridge                                    | Бен                       | Телесеріал, епізод: «Боже, Благослови дитину»                                              |
| 2010            | Приватна практика                                | Private Practice                              | Карл                      | Телесеріал, епізод: «Другий вибір»                                                         |
| 2010            | Межа                                             | Fringe                                        | Метью Роуз                | Телесеріал, епізод: «Бурштин 31422»                                                        |
| 2010–2012       | У простому вигляді                               | In Plain Sight                                | Скотт Ґріффін             | Телесеріал, періодична роль (6 епізодів)                                                   |
| 2011            | Той, що читає думки                              | The Listener                                  | Пітер Дюкет               | Телесеріал, епізод: «Єрихон»                                                               |
| 2011            | Тринадцятий                                      | XIII: The Series                              | Ділан Мастерс             | Телесеріал, 4 епізода                                                                      |
| 2011            | Сповідальний фанат                               | Fanboy Confessional                           | Розповідач                | Телесеріал, 6 епізодів                                                                     |
| 2011–2012       | Поклик крові                                     | Lost Girl                                     | Нейт                      | Телесеріал, періодична роль (5 епізодів)                                                   |
| 2011–2014       | Сховище 13                                       | Warehouse 13                                  | Стів Джинкс               | Телесеріал, періодична роль (3 сезон); головна роль (4–5 сезони)                           |
| 2012            | Розслідування Мердока                            | Murdoch Mysteries                             | Джек Лондон               | Телесеріал, епізод: «Мердок Клондайку»                                                     |
| 2015–донині     | Кіллджойс                                        | Killjoys                                      | Джон Джакобі              | Головна роль                                                                               |
| 2015            | Балет вбивці                                     | Swept Under                                   | Нік Хоупвелл              | Телефільм                                                                                  |
| 2015            | Бажання на Різдво                                | Wish Upon a Christmas                         | Джессі                    | Телефільм                                                                                  |
| 2017            | Викуп                                            | Ransom                                        | Сідней Ґрейвс             | Телесеріал, епізод: «Артист»                                                               |
| 2019            | Кардинал                                         | Cardinal                                      | Рендалл Вішарт            | Телесеріал, 4 епізоди                                                                      |
| 2019            | Останній кандидат                                | Designated Survivor                           | Філ Бертон                | Телесеріал, 4 епізоди                                                                      |